# Carlos (album)
Pour les articles homonymes, voir Carlos.
Albums de Carlos
Yvan-Chrysostôme
(1991) La coladeira
(2001)
Carlos est un album studio de Carlos. Cet album rassemble l'ensemble de ses titres enregistrés chez AB Productions depuis son changement de label pour AB Disques en 1993 et fut publié en 1997.
Dans cet album, Carlos rend hommage à son ami Coluche, avec la première chanson, intitulée Colucci (Coluche avait pour nom de famille Michel Colucci). 

## Liste des titres
1. Colucci
2. Trempe ton cul
3. La Danse pour faire bébé
4. Pagayer
5. Boum boum
6. L'Amour con"G"
7. Le Rigolo
8. Papoudoux
9. Jamais sans mes potes
10. Big Bisous (version 97)
11. Les Rues de St-Germain
12. La Fête à bicyclette
13. Tibou d'caoutchouc
14. Privé d'enfance

## Singles
- 1994 : Tibou d'caoutchouc (CD Single, Maxi 45 tours, K7 Single)
- 1994 : Dis-moi Monsieur Carlos / Les Rues de St-Germain (CD Single)
- 1996 : L'amour con"G" / La Danse pour faire bébé (CD Single)
- 1997 : Boum boum / Pagayer (CD Single)